# Dolne (Hajnówka)
Dolne, dawniej Dolna − część miasta Hajnówki w Polsce, w województwie podlaskim, w powiecie hajnowskim. Rozpościera się w północno-zachodniej części miasta, wzdłuż ulicy Dolnej.

## Historia
Dolna to dawniej samodzielna wieś. Za II RP należała do gminy Łosinka w powiecie bielskim w województwie białostockim. 13 kwietnia 1929 weszła w skład nowo utworzonej gminy Hajnówka w tymże powiecie, której 1 kwietnia 1930 nadano status gminy wiejskiej o miejskich uprawnieniach finansowych. Gmina Hajnówka przetrwała tylko ponad rok, bo już 30 czerwca 1930 zniesiono ją, a Dolna powróciła do gminy Łosinka.
16 października 1933 roku Dolna wraz z Kraskowszczyzną i Wygodą utworzyły gromadę Dolna w gminie Łosinka.
1 października 1934 po raz drugi utworzono gminę Hajnówka, w związku z czym Dolną ponownie odłączono od gminy Łosinka (którą zniesiono) i włączono do gminy Hajnówka.
Po II wojnie światowej Dolna zachowała przynależność administracyjną. 1 czerwca 1952 od Dolnej odłaczono Wygodę, włączając ją do gromady Nowoberezowo. 1 lipca 1952 gromadę Dolna (z Kraskowszczyzną) zniesiono, włączając ją do miasta Hajnówki.